# Kransmunt
Kransmunt (Mentha ×verticillata) is een overblijvende plant die behoort tot de lipbloemenfamilie (Lamiaceae).
De plant is een hybridesoort van de akkermunt en watermunt. Hierdoor is de soort moeilijk te determineren.
In Nederland is het een algemene plant. 

## Kenmerken
De plant wordt 20 tot 50 cm hoog. De lila bloemen bloeien van juli tot in de herfst. De vrucht is een splitvrucht.
Kransmunt komt voor natte en voedselrijke grond.